# Bela Vista do Toldo
Bela Vista do Toldo là một đô thị thuộc bang Santa Catarina, Brasil. Đô thị này có diện tích 534,618 km², dân số năm 2007 là 5718 người, mật độ 10,7 người/km².